# Giftig rajgræs
Giftig rajgræs (Lolium temulentum) er et græs, der tidligere kunne forekomme som ukrudt på marker, men i dag er yderst sjældent i Danmark, måske helt forsvundet.
Græsset indeholder giftstoffet temulin, som forårsager lammelse. Den plante, som i Bibelen kaldes "klinte", er ikke klinte, men giftig rajgræs.
| Portal | Portal:Botanik |